# Jeff Greenlaw
Jeff Greenlaw (* 28. února 1968 v Aylmeru, Ontario) je bývalý kanadský hokejový útočník.

## Hráčská kariéra
Do juniorské ligy OHA-B začal v ročníku 1983/84, kde hrával za tým St. Catharines Falcons. V týmu setrval další ročník 1984/85. Poté se přesunul do Kanadského juniorského týmu, se kterým se připravoval celou sezónu 1985/86 na mistrovství světa juniorů, kde s Kanadskou reprezentací získali zlaté medaile. V létě 1986 byl draftován týmem Washington Capitals v prvním kole z devatenáctého místa.
Do klubu Capitals se hned připojil a do nové sezóny 1986/87 debutoval v NHL, ale v týmž ročníku byl poslán na čtyři zápasy na jejich farmu v Binghamton Whalers. Za Binghamton Whalers nastupoval i v následující sezóně. Ale po skončení sezóny 1987/88 se farmářský klub nedohodl na další spoluprací a vedení Capitals se s klubem Baltimore Skipjacks dohodl na spolupráci farmářského týmu. Za Baltimore Skipjacks hrával přežně během ročnících 1988/93, za hlavní tým Capitals odehrál celkem padesátpět zápasů.
14. července 1993 podepsal smlouvu s týmem Florida Panthers jako volný hráč. Za Panthers odehrál jenom čtyři zápasy, zbytek ročníku strávil na jejich farmě v Cincinnati Cyclones, který působil v lize IHL. Za klub Cincinnati Cyclones odehrál pět ročníku 1993/98 a v ročníku 1995/96 prožil nejlepší playoff ve své kariéře, kdy s týmem postoupili do semifinále. Kariéru zakončil v Austin Ice Bats, dvě sezony ve WPHL a další dvě v CHL.

## Prvenství
- Debut v NHL – 9. října 1986 (Pittsburgh Penguins proti Washington Capitals)
- První asistence v NHL – 28. října 1986 (Vancouver Canucks proti Washington Capitals)
- První gól v NHL – 30. března 1991 (Washington Capitals proti New Jersey Devils, kanadskému brankáři Sean Burke)

## Klubové statistiky
| Sezóna        | Klub                   | Soutěž        |     | Základní část | Základní část | Základní část | Základní část | Základní část |   | Play off | Play off | Play off | Play off | Play off |
| Sezóna        | Klub                   | Soutěž        | Z   | G             | A             | B             | TM            | Z             | G | A        | B        | TM       |          |          |
| 1983/1984     | St. Catharines Falcons | OHA-B         | 40  | 28            | 27            | 55            | 94            | —             | — | —        | —        | —        |          |          |
| 1984/1985     | St. Catharines Falcons | OHA-B         | 33  | 21            | 29            | 50            | 141           | —             | — | —        | —        | —        |          |          |
| 1985/1986     | Tým Kanada             | Mez.          | 57  | 3             | 16            | 19            | 81            | —             | — | —        | —        | —        |          |          |
| 1986/1987     | Washington Capitals    | NHL           | 22  | 0             | 3             | 3             | 44            | 1             | 0 | 0        | 0        | 19       |          |          |
| 1986/1987     | Binghamton Whalers     | AHL           | 4   | 0             | 2             | 2             | 0             | —             | — | —        | —        | —        |          |          |
| 1987/1988     | Binghamton Whalers     | AHL           | 56  | 8             | 7             | 15            | 142           | 1             | 0 | 0        | 0        | 2        |          |          |
| 1988/1989     | Baltimore Skipjacks    | AHL           | 55  | 12            | 15            | 27            | 115           | —             | — | —        | —        | —        |          |          |
| 1989/1990     | Baltimore Skipjacks    | AHL           | 10  | 3             | 2             | 5             | 26            | 7             | 1 | 0        | 1        | 13       |          |          |
| 1990/1991     | Washington Capitals    | NHL           | 10  | 2             | 0             | 2             | 10            | 1             | 0 | 0        | 0        | 2        |          |          |
| 1990/1991     | Baltimore Skipjacks    | AHL           | 50  | 17            | 17            | 34            | 93            | 3             | 1 | 1        | 2        | 2        |          |          |
| 1991/1992     | Washington Capitals    | NHL           | 5   | 0             | 1             | 1             | 34            | —             | — | —        | —        | —        |          |          |
| 1991/1992     | Baltimore Skipjacks    | AHL           | 37  | 6             | 8             | 14            | 57            | —             | — | —        | —        | —        |          |          |
| 1992/1993     | Washington Capitals    | NHL           | 16  | 1             | 1             | 2             | 18            | —             | — | —        | —        | —        |          |          |
| 1992/1993     | Baltimore Skipjacks    | AHL           | 49  | 12            | 14            | 26            | 66            | 7             | 3 | 1        | 4        | 0        |          |          |
| 1993/1994     | Florida Panthers       | NHL           | 4   | 0             | 1             | 1             | 2             | —             | — | —        | —        | —        |          |          |
| 1993/1994     | Cincinnati Cyclones    | IHL           | 55  | 14            | 15            | 29            | 85            | 11            | 2 | 2        | 4        | 28       |          |          |
| 1994/1995     | Cincinnati Cyclones    | IHL           | 67  | 10            | 21            | 31            | 117           | 10            | 2 | 0        | 2        | 22       |          |          |
| 1995/1996     | Cincinnati Cyclones    | IHL           | 64  | 17            | 15            | 32            | 112           | 17            | 2 | 4        | 6        | 26       |          |          |
| 1996/1997     | Cincinnati Cyclones    | IHL           | 27  | 6             | 6             | 12            | 70            | 1             | 0 | 1        | 1        | 2        |          |          |
| 1997/1998     | Cincinnati Cyclones    | IHL           | 70  | 6             | 9             | 15            | 130           | 9             | 0 | 2        | 2        | 36       |          |          |
| 1998/1999     | Austin Ice Bats        | WPHL          | 52  | 25            | 15            | 40            | 183           | —             | — | —        | —        | —        |          |          |
| 1999/2000     | Austin Ice Bats        | WPHL          | 52  | 19            | 23            | 42            | 150           | 10            | 2 | 3        | 5        | 12       |          |          |
| 2001/2002     | Austin Ice Bats        | CHL           | 50  | 10            | 18            | 28            | 72            | 15            | 4 | 1        | 5        | 56       |          |          |
| 2002/2003     | Austin Ice Bats        | CHL           | 49  | 4             | 6             | 10            | 88            | 15            | 0 | 2        | 2        | 26       |          |          |
| Celkem v NHL  | Celkem v NHL           | Celkem v NHL  | 57  | 3             | 6             | 9             | 108           | 2             | 0 | 0        | 0        | 21       |          |          |
| Celkem v AHL  | Celkem v AHL           | Celkem v AHL  | 261 | 58            | 65            | 123           | 499           | 18            | 5 | 2        | 7        | 17       |          |          |
| Celkem v CHL  | Celkem v CHL           | Celkem v CHL  | 99  | 14            | 24            | 38            | 160           | 30            | 4 | 3        | 7        | 82       |          |          |
| Celkem v IHL  | Celkem v IHL           | Celkem v IHL  | 283 | 53            | 66            | 119           | 514           | 48            | 6 | 9        | 15       | 124      |          |          |
| Celkem v WPHL | Celkem v WPHL          | Celkem v WPHL | 104 | 44            | 38            | 82            | 333           | 10            | 2 | 3        | 5        | 12       |          |          |

## Reprezentace
| Rok                       | Tým                       | Soutěž                    | Z | G | A | B | TM |
| ------------------------- | ------------------------- | ------------------------- | - | - | - | - | -- |
| 1986                      | Kanada 20                 | MSJ                       | 7 | 3 | 1 | 4 | 4  |
| Juniorská kariéra celkově | Juniorská kariéra celkově | Juniorská kariéra celkově | 7 | 3 | 1 | 4 | 4  |